# Marco Minniti
Marco Minniti (n. 6 iunie 1956, Reggio Calabria, Italia) este un politician italian.